# Partaj (Kanal 5)

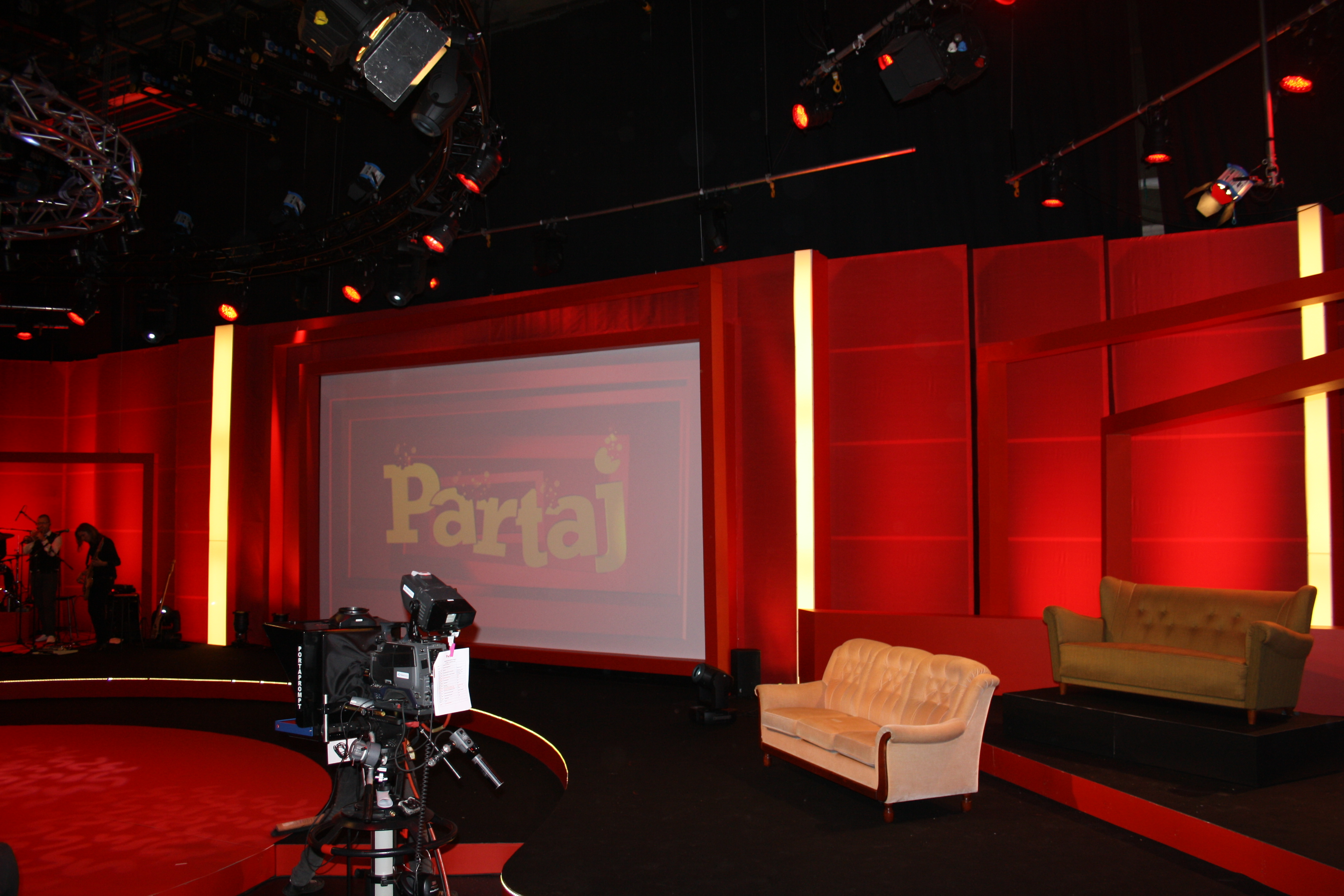
TV-studion där Partaj spelas in.

Partaj var ett humorprogram på Kanal 5 som sändes 11 september 2011–2015 med Eva Röse, Rachel Molin och Johan Petersson i spetsen (under tidigare säsonger även Christine Meltzer, som dock valde att lämna Partaj efter den 7:e säsongen). Programmet innehåller kändisimitationer, sketcher och parodier på aktuella händelser. Programmet blev "Årets humorprogram" i Kristallen 2012, 2013 och 2015.
I programmet ingår både förinspelade sketcher och sketcher som framförs live on tape inför en publik. Första säsongen fanns en fast ensemble som bestod av  Amelie Nörgaard, Alexander Stocks och Omid Khansari. I varje program medverkar ofta en gästskådespelare. Under säsong 1 och 2 har bland andra Alexandra Rapaport, Felix Herngren, Eva Röse, Gudrun Schyman, Mikael Tornving, Malena Ernman och Andreas Lundstedt medverkat i programmet.  
Övriga skådespelare som ofta medverkar i Partajs sketcher är: 
Jörgen Lötgård, Joanna Eriksson, Pelle Arhio, Johan Rödin, Christian Åkesson, Mikael Riesebeck, Anna Carlsson, Anna Bromee, Jakob Setterberg, Ola Forssmed, Fredrik Hallgren, Ellen Bergström, Emma Molin, Ester Uddén, Eric Stern med flera. 
Några återkommande imitationer är: Jarmo Mäkinen, Zlatan Ibrahimović, Fredrik Reinfeldt (Johan Petersson), Annie Lööf (Rachel Mohlin), Gunilla Persson, Ulf Brunnberg, Jimmie Åkesson, Leif G.W. Persson, Danny Saucedo, Gordon Ramsay, Gina Dirawi, Lill-Babs och Malou von Sivers.

## Säsong 1
Den 11 september 2011 hade den första säsongen av programmet premiär i Kanal 5. Gästade gjorde bland andra Peter Settman, Felix Herngren, Per Andersson, Andreas Wilson och Eva Röse. 

## Säsong 2
Den 18 mars 2012 hade den andra säsongen premiär i Kanal 5. 
Från och med denna säsong så gjordes programmet om och inriktade sig bara på imitationer och sketcher. Gäster denna säsong var bland andra Anders Johansson, Alexandra Rapaport, Maria Montazami, Shirley Clamp, Andreas Lundstedt, Katrin Sundberg, Kim Anderzon och Christian Lundkvist.  

## Säsong 3
Den 16 september 2012 hade den tredje säsongen av programmet premiär i Kanal 5. "Campingen" var bland annat ett nytt inslag i programmet. Under denna säsong gästade bland andra Tina Nordström, Gustaf Hammarsten, Glenn Hysén, Pontus Gårdinger och Johan Rabaeus.

## Säsong 4
Den 24 mars 2013 hade säsong fyra av Partaj premiär, med bland andra Anna Hedenmo, Niklas Strömstedt, Gunilla Persson, Anders Öfvergård, Peter Settman, Kajsa Bergqvist och Micke Leijnegard som gästprogramledare. Samtidigt hade programmet Café Bärs premiär, en spin-off från Partaj som tidigare har varit en återkommande sketch i programmet.

## Säsong 5
Den 6 oktober 2013 hade säsong fem av Partaj premiär. Programmet gästades då av Robert Gustafsson, Pernilla Wahlgren, Christer Björkman, Pia Sundhage, Anders Lundin, Gustav Fridolin, Lennart Ekdal och Peppe Eng. I denna säsong hade programmet Bastuklubben premiär där Johan Petersson spelade Jarmo, ett inslag som senare skulle bli en spin-off serie från Partaj.

## Säsong 6
Den sjätte säsongen av Partaj hade premiär den 30 mars 2014 och gästades av Felix Herngren, Maria Lundqvist, Johan Rabaeus, Marko Lehtosalo, Tommy Nilsson, Anna Brolin, Edward Blom och Robert Wells. 

## Säsong 7
Den 21 september 2014 hade säsong sju av Partaj premiär. Programmet gästades då av Björn Kjellman, Carina Berg, Frank Andersson, Kristian Luuk, Tina Nordström, Marie Serneholt, Hans Wiklund, Oscar Zia, Annika Lantz, Andreas Lundstedt, Tess Merkel, Lina Hedlund och Greg Poehler.

## Säsong 8
Den åttonde säsongen av Partaj hade premiär den 8 mars 2015 och gästades av Johan Glans, Henrik Schyffert, Maria Montazami, Jenny Strömstedt, Markus Aujalay, Malena Ernman, Kalle Moraeus, Caroline Winberg, Mark Levengood, Kajsa Bergqvist och Sean Banan.

## Säsong 9
Den 13 september 2015 hade säsong 9 av Partaj premiär. Denna säsong hade bara sex avsnitt till skillnad från föregående säsongs tolv.
Denna säsongs gäster var: Yohio, Carolina Gynning, Kalle Moraeus, Pernilla Wahlgren, Samir Badran och David Batra. 

## Partaj – Live på Cirkus
Den 15 oktober 2015 hade scenshowen; Partaj – Live på Cirkus premiär på den nybyggda Skandiascenen, som ligger i direkt anslutning till den kända Circus-scenen på Djurgården i Stockholm. Premiären sköts dock upp i en vecka på grund av att förseningar i byggandet av scenen.  
Partaj - Live på Circus invigde scenen med sin show som var en fortsättning på tv-programmet, dock med endast ett fåtal av skådespelarna, det vill säga; Johan Petersson, Joanna Eriksson, Pelle Arhio, Christian Åkesson och Anna Carlsson med på scenen. Livebandet Poplabbet stod för musiken.   
Föreställningen var 90 minuter lång (utan paus) och spelades till och med den 19 december 2015 för att under våren 2016 åka på turné i resten av landet. 